# Pseudocatharylla innotalis
Pseudocatharylla innotalis là một loài bướm đêm trong họ Crambidae.